# Boana clepsydra
Boana clepsydra es una especie de anfibio anuro de la familia Hylidae. Es una rana endémica de la Serra da Bocaina en el estado de São Paulo, Brasil. Se sabe muy poco de esta especie, pero habita en bromelias en bosques primarios en las cercanías de arroyos. Los renacuajos se desarrollan en los arroyos.